# Rafaela Ferreira
Rafaela Daminelli Ferreira (Criciúma, 18 de abril de 2005) é uma automobilista brasileira que competirá na F1 Academy pela equipe Campos Racing. Recentemente, ela competiu na Fórmula 4 Brasil, onde se tornou a primeira mulher a vencer na categoria.

## Biografia
Rafaela Daminelli Ferreira é natural de Criciúma, cidade do estado de Santa Catarina, e posteriormente se mudou para Içara. Ela começou no automobilismo por influência do pai, Daniel Ferreira, que possuía uma pista de kart indoor e também era piloto. Rafaela disse que desejava correr de kart desde os cinco, mas seu pai só lhe permitiu ter um quando ela tinha oito. Ela revelou admirar os pilotos de Fórmula 1 Ayrton Senna e Max Verstappen.

## Carreira

### Kart
Em 2022, Ferreira se tornou a primeira mulher a conquistar a pole position na Copa Brasil de Kart, na categoria F4 Graduada.

### Fórmula 4 Brasil
Ferreira se juntou ao Campeonato Brasileiro de F4 de 2023, correndo pela TMG Racing. Ela se tornou a primeira mulher a subir no pódio da série, com um terceiro lugar em Interlagos.
Ela retornou ao campeonato em 2024 com a mesma equipe. Ela se tornou a primeira mulher a vencer na série, com vitórias em Buenos Aires, Mogi Guaçu e Interlagos. Ela encerrou o ano em 4.º lugar, com 10 pódios, 2 pole positions e 2 voltas mais rápidas.

### F1 Academy
Em 30 de outubro de 2024, a equipe Racing Bulls anunciou que Ferreira representaria a equipe na temporada 2025 da F1 Academy, substituindo Amna Al Qubaisi.

## Vida pessoal
Em 28 de julho de 2025, Ferreira tornou-se embaixadora da marca Visa.

## Registros na carreira

### Sumário da carreira automobilística
| Temporada | Categoria             | Equipe        | Corridas | Vitórias | Poles | V.M.R. | Pódios | Pontos | Classificação |
| --------- | --------------------- | ------------- | -------- | -------- | ----- | ------ | ------ | ------ | ------------- |
| 2023      | Fórmula 4 Brasil      | TMG Racing    | 18       | 0        | 0     | 0      | 1      | 40     | 13ª           |
| 2024      | Fórmula 4 Brasil      | TMG Racing    | 24       | 3        | 2     | 2      | 10     | 222    | 4ª            |
| 2025      | Formula Winter Series | Campos Racing | 6        | 0        | 0     | 0      | 0      | 0      | 26ª           |
| 2025      | F1 Academy            | Campos Racing | 8        | 0        | 0     | 0      | 0      | 9      | 12ª           |

### Resultados na F4 Brasileira
(legenda) (Corridas em negrito indicam pole position; corridas em itálico indicam volta mais rápida)
| Ano  | Equipe     | 1         | 2        | 3        | 5         | 4         | 6         | 7         | 8        | 9        | 10       | 11       | 12       | 13       | 14        | 15       | 16       | 17       | 18         | 19       | 20     | 21       | 22     | 23       | 24       | 25       | Pontos | Class. |
| ---- | ---------- | --------- | -------- | -------- | --------- | --------- | --------- | --------- | -------- | -------- | -------- | -------- | -------- | -------- | --------- | -------- | -------- | -------- | ---------- | -------- | ------ | -------- | ------ | -------- | -------- | -------- | ------ | ------ |
| 2023 | TMG Racing | INT1 1 11 | INT1 2 6 | INT1 3 9 | INT2 1 10 | INT2 2 10 | INT2 3 11 | MOG 1 Ret | MOG 2 13 | MOG 3 11 | GYN 1 10 | GYN 2 10 | GYN 3 6  | INT3 1 9 | INT3 2 12 | INT3 3 7 | INT4 1 7 | INT4 2 3 | INT4 3 Ret |          |        |          |        |          |          |          | 40     | 13°    |
| 2024 | TMG Racing | MGG1 1 3  | MGG1 2 7 | MGG1 3 2 | INT1 1 2  | INT1 2 8  | INT1 3 9  | MGG2 1 8  | MGG2 2 1 | MGG2 3 8 | GOI1 1 3 | GOI1 2 8 | GOI1 3 5 | BUA 1 7  | BUA 2 1   | BUA 3 2  | INT2 1 7 | INT2 2 C | INT2 3 7   | GOI2 1 7 | GOI2 2 | GOI2 3 5 | INT3 1 | INT3 2 7 | INT3 3 2 | INT3 4 7 | 222    | 4°     |

### Resultados na F1Academy
(legenda) (Corridas em negrito indicam pole position; corridas em itálico indicam volta mais rápida)
| Ano  | Time          | 1       | 2       | 3        | 4        | 5       | 6       | 7         | 8         | 9        | 10    | 11    | 12    | 13    | 14    | 15    | Pontos | Class. |
| ---- | ------------- | ------- | ------- | -------- | -------- | ------- | ------- | --------- | --------- | -------- | ----- | ----- | ----- | ----- | ----- | ----- | ------ | ------ |
| 2025 | Campos Racing | XAN 1 5 | XAN 2 8 | JED 1 13 | JED 2 13 | MIA 1 8 | MIA 2 C | CAN 1 13† | CAN 2 Ret | CAN 3 12 | ZAN 1 | ZAN 2 | SIN 1 | SIN 2 | LVG 1 | LVG 2 | 9*     | 12ª    |

† Não terminou, mas classificou.

* Temporada ainda em andamento.